# San José de Quichinche
San José de Quichinche ist eine Ortschaft und eine Parroquia rural („ländliches Kirchspiel“) im Kanton Otavalo der ecuadorianischen Provinz Imbabura. Die Parroquia besitzt eine Fläche von 85,29 km². Die Einwohnerzahl beim Zensus 2010 betrug 8476.

## Lage
Die Parroquia San José de Quichinche liegt in den westlichen Anden im Norden von Ecuador. Das Gebiet befindet sich in Höhen zwischen 2480 m und 3600 m. Es wird nach Osten zum Río Ambi entwässert. Der etwa 2630 m hoch gelegene Hauptort befindet sich 3 km westnordwestlich vom Kantonshauptort Otavalo.
Die Parroquia San José de Quichinche grenzt im Osten an das Municipio von Otavalo, im Süden an die Parroquia Atahualpa (Kanton Quito, Provinz Pichincha), San Pedro de Pataquí und San José de Minas (Kanton Quito), im Westen an die Parroquia Selva Alegre sowie im Norden an die Parroquia Quiroga (Kanton Cotacachi).

## Orte und Siedlungen
Der Hauptort (cabecera parroquial) gliedert sich in folgende 6 Barrios: Central, El Porvenir, La Dolorosa, Pastaví, Santa Clara und San Vicente. Ferner gibt es in der Parroquia 25 Comunidades, darunter Achupallas, Agualongo, Asilla, Cambugán, Cutambi, Guachinguero, Gualsaquí, Huayrapungo, La Banda, Larcacunga, Minas Chupa, Moraspungo, Motilón Chupa, Muenala, Padre Chupa, Panecillo, Perugachi, Río Blanco, San Francisco Iguincho, San Juan de Inguincho, Taminanga, Tangalí, Urcusiqui und Yambiro.

## Geschichte
Die Parroquia San José de Quichinche wurde am 12. Oktober 1886 (fecha de creación) gegründet.